# Ibn Arabi

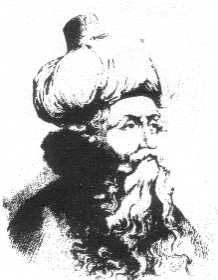
Ibn Arabi

Ibn Arabi (arab. أبن عربي) (albo Ibn ʾArabi, Ibn al-Arabi) (pełne imię Abu Abd Allah Muhammad ibn Ali ibn Muhammad ibn al-Arabi al-Hatimi at-Ta’i) (ur. 28 lipca 1165 /17 ramadana 560 A.H. w Murcji w dzis. Hiszpanii – zm. 10 października 1240 r./22 rabi al-achira 638 w Damaszku) – najwybitniejszy teolog suficki muzułmańskiego późnego średniowiecza.
Pochodzący z Andaluzji Ibn Arabi uważany jest za najwybitniejszego przedstawiciela spekulatywnego sufizmu w islamie. W swojej ogromnej twórczości dał on teoretyczną podbudowę muzułmańskiemu mistycyzmowi. Za kluczowe dla jego myśli uważa się pojęcia „jedności istnienia” (wah.dat al-wuğūd) oraz „człowieka doskonałego” (al-insān al-kāmil). Zdaniem Ibn Arabiego świat jest jedynie objawieniem Boga, w rzeczywistości zatem da się do niego w pewnym sensie sprowadzić. Wszystko co istnieje stanowi jedność (tawh.īd) w Bogu. Najdoskonalszym objawieniem Boga jest natomiast „człowiek doskonały”, którym potencjalnie może być każdy muzułmanin, ale którego szczególnym przykładem jest przynoszący pełnię objawienia Mahomet. Celem sufiego ma być zatem upodobnienie się do Mahometa, tak aby mógł stać się on dla ludzi objawieniem Boga. Idee Ibn Arabiego uzyskały ogromny rezonans w późniejszym sufizmie i muzułmańskiej teologii, a jego zwolennicy obdarzyli go nie używanym wcześniej w stosunku do nikogo tytułem Szajch al-Akbar (Największy Szajch), chociaż niektórzy muzułmanie oskarżają go o panteizm lub wręcz niewiarę (kufr).

## Życie
Ibn Arabi urodził się 28 lipca 1165 r. w Murcji w dzisiejszej Hiszpanii, w czysto arabskiej rodzinie, wywodzącej swoje korzenie ze znaczącego niegdyś południowoarabskiego plemienia Tajji. Podpisywał się on najczęściej pełną formą swego imienia. Używa się wobec niego często skróconej formy Ibn Arabi, a nie Ibn al-Arabi, żeby odróżnić go od Abu Bakra Ibn al-Arabiego (zm. 1148). Odnosi się do niego także za pomocą nadanego mu przydomka Muhji ad-Din (Odnowiciel Religii).
Zarówno jego ojciec, jak i dwaj wujowie byli sufimi o pewnej renomie. Gdy miał 8 lat jego rodzina przeniosła się do Sewilli, gdzie Ibn Arabi miał spędzić swoją młodość. W Sewilli odebrał on tradycyjne wykształcenie, polegające przede wszystkim na studiowaniu Koranu wraz z komentarzami i hadisów. Ponieważ miał doskonały styl, przez pewien czas był sekretarzem miejscowych władców. W wieku piętnastu lat „przez ręce Jezusa” miał doznać objawienia Boga (kašf – dosłownie odsłonięcia), które zaprowadziło go do praktykowania sufizmu, prawdopodobnie w wieku około lat dwudziestu. Wcześniej jednak Ibn Arabi zawarł nieudane małżeństwo z pochodzącą z arystokratycznej rodziny Marjam Bint Abdun, które wywołało u niego depresję. To właśnie Jezusa Ibn Arabi uważał za swojego pierwszego przewodnika na duchowej drodze do Boga. Pierwszym „ziemskim” sufickim mistrzem Ibn Arabiego był niejaki Abu al-Abbas al-Urjabi, który pozostawał pod wpływem duchowości chrześcijańskiej. W poszukiwaniu nauki Ibn Arabi odwiedził jednak wielu mistrzów sufickich w Hiszpanii i północnej Afryce – on sam wymienia ich około dziewięćdziesięciu. Mówi także o ponad siedemdziesięciu nauczycielach z zakresu recytacji i komentowania Koranu, znajomości hadisów oraz fikhu. W roku 1190 spotkał on Jusufa al-Kumiego, ucznia słynnego sufiego Abu Madjana (zm. pomiędzy 1193–1197). Pod jego kierunkiem przeszedł suficką inicjację oraz zapoznał się z Risalą Al-Kuszajriego (zm. 1072). Szczególne więzy łączyły Ibn Arabiego z innym uczniem Abu Madjana, Abd al-Azizem Mahdawim, którego po raz pierwszy odwiedził w roku 1194 w Tunisie. To jemu miał on później zadedykować swoje opus magnum, Objawienia mekkańskie (Al-Futūh.at al-makkiyya). Sam Abu Madjan zmarł zanim Ibn Arabi zdążył go odwiedzić, jednak w swoich pismach miał on zawsze odnosić się do niego z najwyższym szacunkiem, najczęściej używając tytułu „Szajch al-Maszajich” – mistrz mistrzów.

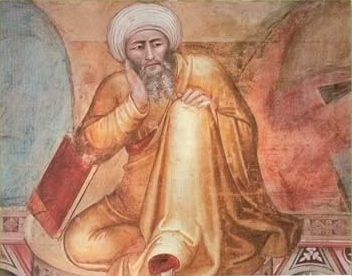
Ibn Ruszd (znany jako Awerroes) – przyjaciel ojca Ibn Arabiego

Za symboliczne uważa się, znane z późniejszej relacji Ibn Arabiego, spotkanie z Ibn Ruszdem. Ibn Ruszd, przyjaciel jego ojca, chciał poznać młodego człowieka, podobno doznającego mistycznych wizji.
Kiedy wszedłem, mistrz wstał ze swojego miejsca, przyjął mnie z wszelkimi oznakami przyjaźni i poważania, a w końcu uścisnął. Potem powiedział: „Tak”. A ja odpowiedziałem: „Tak”. Jego radość była wielka ponieważ widział on, że zrozumiałem. Ale potem poznawszy co spowodowało jego radość dodałem: „Nie”. Ibn Ruszd natychmiast drgnął, kolor odpłynął mu z policzków, wydawało się, że zwątpił w swoją myśl. Zadał mi pytanie: „Jaki rodzaj rozwiązania znalazłeś poprzez boskie objawienie (kašf) i natchnienie (fayḍi)? Czy jest ono takie samo jakie my uzyskaliśmy przez racjonalny namysł (naz.ar)?” Odpowiedziałem: „Tak Nie. Pomiędzy Tak i Nie duchy wzlatują nad swoją materię, a głowy oddzielają się od swoich ciał”. Ibn Ruszd stał się blady, zobaczyłem że trzęsie się; mamrotał rytualną frazę: „Nie ma mocy bezpiecznej przed Bogiem” – ponieważ zrozumiał moją aluzję.
W roku 1198 Ibn Arabi towarzyszył zwłokom Ibn Ruszda podczas ich przewożenia do Kordowy, kiedy to po jednej stronie unoszącego je zwierzęcia umieszczono trumnę z nimi, a po drugiej dla zbalansowania tego ciężaru książki napisane przez filozofa.
Według Olivera Leamana
Ibn al-Arabi dążył w swej sławetnej (aczkolwiek fikcyjnej) debacie z Ibn Ruszdem do publicznego zniszczenia takiego podejścia do filozofii, za którym opowiadał się ten ostatni. Celem debaty było wykazanie, że takiej formy "falsafy" nie da się już utrzymać przy życiu, a odprowadzanie zwłok z powrotem do Kordoby uznano za symbol pogrzebania nie tylko jednego filozofa przez drugiego, ale pewnej filozofii przez nową filozofię, w bardzo publiczny, spektakularny sposób.
Z kolei Henry Corbin uznał dialog Ibn Arabiego z Ibn Ruszdem za symboliczne rozdzielenie dróg pomiędzy Islamem a Zachodem: przy pomocy łacińskiego Awerroizmu zachodni myśliciele mieli wkrótce podążyć ekskluzywnie racjonalistyczną drogą, prowadzącą „do konfliktu pomiędzy teologią a filozofią, pomiędzy wiarą a wiedzą, pomiędzy symbolem a historią”. W przeciwieństwie do tego muzułmańscy intelektualiści byli skłonni raczej ignorować Ibn Ruszda, chociaż Ibn Sina, Suhrawardi i inni filozofowie byli nadal czytani, komentowani i rozwijani.
W tym samym roku Ibn Arabi miał otrzymać od Boga nakaz udania się na Wschód. Prawdopodobnym motywem tej podróży była chęć ucieczki z pogrążającego się w politycznym zamęcie i nietolerancyjnego wobec nowych sufickich prądów Zachodu. W roku 1200 lub 1201 Ibn Arabi wyruszył z Hiszpanii z intencją odbycia pielgrzymki do Mekki, do której dotarł w roku 1202. Tam Bóg miał mu nakazać napisanie jego wspomnianego już powyżej głównego dzieła, Objawień mekkańskich, które ukończył wiele lat później w Damaszku. W Mekce spotkał perskiego arystokratę Makin ad-Dina Abu Szudżę Zahira Ibn Rustama Isfahaniego, którego piękna córka Nizam miała stać się dla niego źródłem inspiracji. Ibn Arabi poświęcił jej zbiór wierszy miłosnych Przewodnik namiętności (Tarğumān al-ašwaq), który naraził go na oskarżenia o żywienie uczuć niegodnych sufiego. W odpowiedzi opatrzył zbiór mistycznym komentarzem, w którym nie zaprzeczał, że kocha Nizam, ale jego miłość do niej nie ma zwyczajnego ludzkiego charakteru, lecz w ostateczności odnosi się do wiecznego piękna, którego ona jest jedynie symbolem. Według Toshihiko Izutsu „jako żyjące ucieleśnienie odwiecznej sophia (mądrości), [Nizam] odgrywała [...] w jego życiu rolę bardzo podobną do tej jaką odgrywała Beatrycze w życiu Dantego”.
Treść Przewodnika namiętności i innych jego dzieł naraziła Ibn Arabiego na oskarżenia o panteizm ze strony islamskich ortodoksów, spośród których niektórzy zaczęli zakazywać czytania go, choć jednocześnie pojawili się ludzie uważający go za postać równą świętym i prorokom.

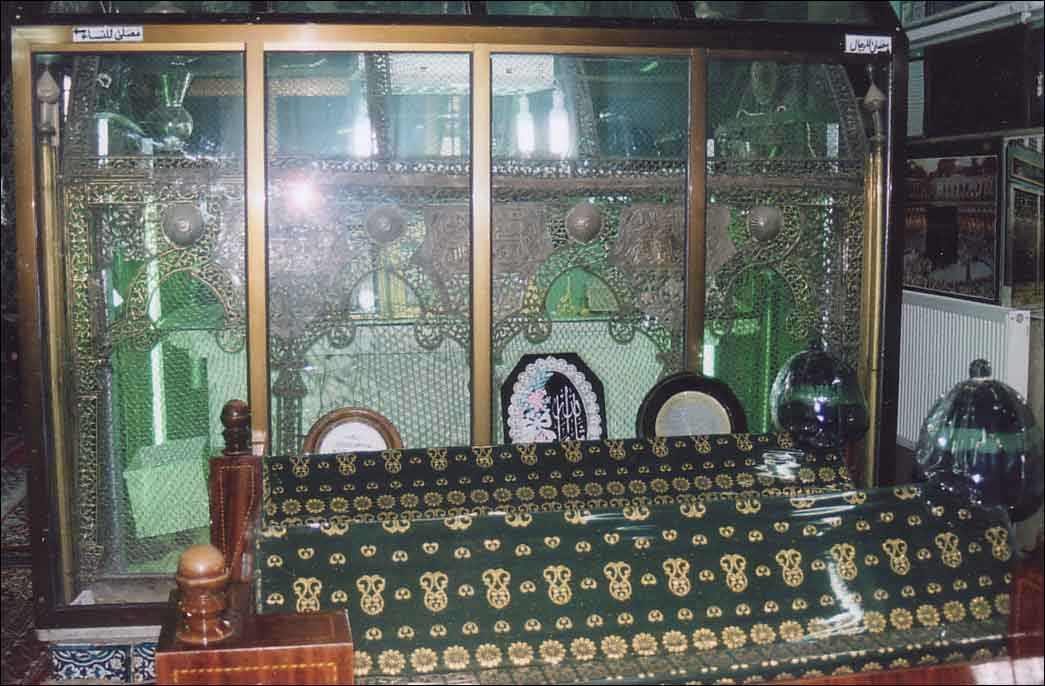
Grób Ibn Arabiego w Damaszku, każdego roku odwiedzany przez tysiące osób

Jeszcze w roku 1201 z Mekki Ibn Arabi udał się do Egiptu, a w roku 1204 wraz z Madżd ad-Din Ishakiem, muzułmańskim uczonym z Malatyi, wyruszył do Konyi w Anatolii. Syn Madżd ad-Din Ishaka, Sadr ad-Din al-Kunawi, miał stać się w przyszłości najważniejszym uczniem Ibn Arabiego i jego następcą na Wschodzie. W roku 1204 Ibn Arabi odwiedził także Mosul, gdzie od mistrza Ali Ibn Abd Allaha Ibn Dżamiego otrzymał strój sufiego (chirka – xerqa), podarowany podobno temu ostatniemu przez Al-Chidra. W swoich pismach Ibn Arabi opisał wiele spotkań z tym prorokiem. Potem wędrował przez kilka lat po Bliskim Wschodzie. W 1206 był w Kairze, by niedługo potem ponownie przybyć do Mekki, w której pozostał do roku 1210. W latach 1211–1212 Ibn Arabi był w Bagdadzie, gdzie prawdopodobnie towarzyszył mu Madżd ad-Din Ishak, wysłany tam z misją dyplomatyczną przez Sułtana Rumu Kajkawusa I, z którym Ibn Arabi pozostawał w dobrych stosunkach. Jednym z jego towarzyszy był także władca Aleppo i syn Saladyna Az-Zahir Ghazi. W roku 1223 Ibn Arabi osiadł w Damaszku. W tym czasie cieszył się już sławą wielkiego duchowego mistrza w całym świecie islamu i resztę życia miał spędzić w tym mieście na nauczaniu, pisaniu i kontemplacji. Do jego uczniów należał m.in. ajjubidzki władca Damaszku Al-Aszraf Musa. Według niektórych wczesnych źródeł miał także poślubić tam wdowę po Madżd ad-Din Ishaku, matkę Al-Kunawiego. W roku 1229 napisał swoje najbardziej wpływowe dzieło, Klejnoty mądrości (Fus.us. al-h.ikam), wielokrotnie krótsze od Objawień mekkańskich, ale uważane za wyraz dojrzałej doktryny Ibn Arabiego. Zmarł w Damaszku 10 października 1240 r. Ibn Arabi był trzykrotnie żonaty – ze wspomnianymi już Marjam Bint Abdun, wdową po Madżd ad-Din Ishaku oraz niejaką Fatimą Bint Junus. Pozostawił on po sobie dwóch synów – pierworodnego Imad ad-Dina ze związku z Fatimą i młodszego Muhammada Sad ad-Dina, prawdopodobnie ze związku z matką Al-Kunawiego. Poza tym miał także córkę, Zajnab, która jednak zmarła w młodym wieku.

## Myśl

### Dzieło
Ibn Arabi był jednym z najpłodniejszych autorów w historii islamu. Liczba jego dzieł do dzisiaj nie jest do końca zweryfikowana. W pisanym w roku 1234 Memorandum sam Ibn Arabi wymienił 251 napisanych przez siebie dzieł, zastrzegając, że tyle z nich pamięta. Osman Jahja, jeden z najwybitniejszych badaczy jego twórczości, doliczył się 850 przypisywanych mu dzieł, z których około 700 miało się zachować, a 450 być prawdopodobnie autentycznymi. Wiele z tych dzieł ma zaledwie kilka stron, lecz same Objawienia mekkańskie „zawierają więcej słów niż większość autorów napisała przez całe swoje życie”. Kairskie wydanie Objawień z 1911 r. zawierało 2580 stron. Ze względu na swoją długość Objawienia mekkańskie są nieco lekceważone. Dla porównania Klejnoty mądrości liczą mniej niż 180 stron. Oliver Leaman wiąże tę skłonność do wyrażenia na zewnątrz tak związanej z czymś osobistym sfery jak mistycyzm z andaluzyjskim dziedzictwem Ibn Arabiego. O ile bowiem „typ mistycznego rozumowania rozwinięty na Wschodzie ma bardzo osobisty, prywatny charakter” o tyle andaluzyjscy obrońcy mistycyzmu „pragnęli prezentować swoje prywatne myśli i doświadczenia w działaniu politycznym, w ustalaniu takich sposobów życia, które tę formę myśli ucieleśniałyby.” [...] „Jest rzeczą typową dla politycznego ducha myśli andaluzyjskiej, że starała osadzić się w praktycznej strukturze swojego czasu, nawet kiedy była zrównywana z tasawwuf [tj. sufizmem] – z czymś, co można uznać za najbardziej prywatny, aspołeczny przejaw filozofii.” Z kolei James W. Morris zauważa, że w przypadku Ibn Arabiego istnieje uderzający kontrast pomiędzy jego „monumentalną, niemal nadludzką produkcją literacką (z ogromną kulturą i wykształceniem, które ona zakłada), a życiem wielu jego własnych mistrzów i współczesnych Sufich, którzy byli często biedni, niewykształceni i znajdowali się raczej na marginesie społeczeństwa, gdy porównamy ich z jego elitami. Ten problem znajduje skrajny wyraz w przypadku jego magnum opus, al-Futūh.at al-makkiyya, które obejmuje właściwie każdą «naukę» lub formę wiedzy dostępną dla kultury Islamu w tamtym czasie, ze szczególnym naciskiem na tradycyjne (i często dalekie od «mistycyzmu») nauki religijne (kalam, hadis, fikh etc.)”. Ten paradoks znajduje jednak pewne wyjaśnienie, gdy zdamy sobie sprawę z pełnych ambicji i zakresu publiczności, do której miały być skierowane Objawienia.
Futūh.at, inaczej niż większość pism Sufich, były adresowane nie zwyczajnie do szerokiego kręgu „praktykujących” Sufich [...] – chociaż bez wątpienia była to ich główna publiczność – ale także do tych, którzy potencjalnie byli otwarci na zawartą w nich duchową perspektywę, do o wiele szerszej wykształconej publiczności złożonej głównie z uczonych religijnych, ʾulamâ i "fuqahâʾ" jego czasów. Inaczej niż w przypadku wielu jego poprzedników, kierując się do tej szerszej wykształconej publiczności Ibn Arabi nie miał na celu przede wszystkim apologetyki sufizmu poprzez jego obronę lub wyjaśnienie, ale raczej o wiele ambitniejszy i dalej sięgający zamiar «nawrócenia» praktykujących owe często zewnętrznie tylko religijne nauki w stronę głębszej świadomości ich prawdziwych duchowych podstaw i celów.
Ibn Arabi utrzymywał, że Objawienia mają swoje źródło w mistycznych przeżyciach darowanych mu przez Boga, a Klejnoty mądrości zostały mu przekazane przez Mahometa. Generalnie twierdził on, że „wszystko co umieściłem w swoich książkach nie jest rezultatem myślenia lub dyskursywnego rozumowania. Zostało mi to zakomunikowane poprzez oddech anioła objawienia w moim sercu”. Jednak pisma Ibn Arabiego nie przypominają niezorganizowanych zapisów poszczególnych objawień. Klejnoty mądrości podzielone są na 27 rozdziałów odpowiadających 27 prorokom, każdym z nich reprezentującym pewien aspekt bożej mądrości. Większość rozdziałów Objawień mekkańskich, które mają ich 560, jest zorganizowanych według podobnej zasady. Każdy z nich reprezentuje „stacje”, „miejsca” (maqām) z których rzeczywistość, lub specyficzny wymiar rzeczywistości, może być badany i podnoszony do szerszej perspektywy „jedności wszystkich rzeczy” (tawh.īd). Objawienia mekkańskie są rodzajem osobistej encyklopedii obejmującej wszystkie rodzaje ezoterycznej wiedzy znane Ibn Arabiemu.
Ibn Arabi ciągle cytuje Koran i hadisy, tak że nie byłoby przesadą stwierdzenie, że większość jego dzieł to komentarze do tych dwóch źródeł tradycji. Cytuję także aforyzmy wczesnych sufich i jest w pełni zaznajomiony z naukami muzułmańskimi, szczególnie takimi jak tafsir, fikh i kalam, natomiast raczej nie zna dzieł filozofów. Najbliższy wydaje mu się neoplatonizm w formie jaką przyjął on w Listach Ichwan as-Safa (Braci Czystości), działających w Iraku na przełomie X i XI wieku, to podobieństwo jest jednak czymś niewystarczającym żeby mówić o bezpośrednim wpływie. W kilku miejscach wspomina on też, że czytał Ożywienie nauk religii (Ih.yāʾ ʿulūm ad-dīn) Al-Ghazalego (1058–1111), oraz czasami odwołuje się do Al-Kuszajriego (zm. 1072). W jego dziełach da się też zauważyć pewien wpływ pierwszego ważnego filozofa mistycznego arabskiej Andaluzji, Ibn Masarry (883–931), którego idee były nadal studiowane w ojczyźnie Ibn Arabiego w czasach jego młodości.

### Tożsamość intelektualna i duchowa
Zarówno przez zachodnich uczonych, jak i większość późniejszej tradycji muzułmańskiej Ibn Arabi uważany jest za sufiego. On sam nie używał jednak w stosunku do siebie tego określenia, dokonując zaś podziału Ludzi Boga (riğāl Allāh) postawił sufich powyżej ascetów (zuhhād), jednak poniżej „urzeczywistniających” (muh.aqqīqūn). Najbliższy z uczniów Ibn Arabiego, jego pasierb Al-Kunawi, podążając w tym za swoim mistrzem odróżnia jego stanowisko zarówno od przedstawicieli falsafy, jak i kalamu, nazywając jego doktrynę „szkołą urzeczywistnienia” (mad_hab al-tah.qīq). Słowo „tahkik” wywodzi się z tego samego rdzenia co terminy „hakk” (h.aqq) i „hakika” (h.aqīqa), kluczowe dla wszelkich muzułmańskich nauk. „Hakk” oznacza prawdziwy, rzeczywisty, słuszny, wartościowy, właściwy; „hakika” oznacza rzeczywistość i prawdę. Koran używa słowa „hakk”, przeciwieństwa „batil” (bāṭil) (to jest fałszu, ułudy, nierzeczywistości, tego co niewłaściwe), w szeregu znaczeń, w tym także jako Boskiego Imienia, „Rzeczywistość, Prawda”, oraz na oznaczenie treści objawienia. „Hakika” nie jest terminem koranicznym, ale słowo to jest używane w hadisach i w filozofii. „Tahkik” albo „urzeczywistnienie” oznacza zatem mówienie o, afirmowanie oraz aktualizowanie hakk i hakika – prawdy, rzeczywistości, słuszności, tego co właściwe. Jak pisze William C. Chittick:
Ibn Arabi odnalazł swój sens bycia człowiekiem zawarty w słowach jednego z powiedzeń Proroka: „Wszystko posiada hakk, a zatem oddaj wszystkiemu co ma hakk jego hakk”. Innymi słowy, wszystko we wszechświecie, społeczeństwie oraz duszy ma sobie właściwą słuszność i właściwość, a zadaniem człowieka stojącego naprzeciwko każdej z tych rzeczy jest zachowywanie się w sposób słuszny i właściwy; [...] Inny hadis wyjaśnia, że pierwotny hakk, na którym opierają się wszystkie inne hakk, brzmi: „Nie ma boga prócz Boga”, co oznacza, że nie ma niczego rzeczywistego prócz Rzeczywistego, niczego naprawdę słusznego prócz Słusznego. W teologii islamu zrozumienie tego pojęcia nazywa się "tauhidem", albo „przyznaniem [boskiej] jedności” i jest uważane za pierwszą z trzech zasad wiary.
Muzułmańscy filozofowie od najwcześniejszych czasów uważali że hakk – prawda, rzeczywistość, słuszność – ma podstawowe znaczenie w poszukiwaniu mądrości i szczęścia duszy. Al-Kindi (ok. 800–870) na początku swojego najsłynniejszego dzieła O filozofii pierwszej twierdzi, że celem filozofa jest osiągnięcie hakk i praktykowanie hakk. Na języki europejskie przekłada się to najczęściej jako „prawdę”, w ten sposób jednak sugerując, że słowo to ma sens logiczny i epistemologiczny, podczas gdy w rzeczywistości jest on ontologiczny i egzystencjalny; chodzi tutaj o przemianę duszy, która nie może być osiągnięta jedynie za pomocą logiki i argumentacji. Definicja Al-Kindiego jest zatem wczesną definicją tahkik i termin ten w rzeczywistości jest dosyć powszechny w filozoficznych tekstach. Mimo to rzadko ma on ten sam odcień co u Ibn Arabiego. Dla niego „jest to przewodnia zasada wszelkiej wiedzy i aktywności oraz najwyższy cel do którego ludzka dusza może aspirować. Oznacza ona znajomość prawdy i rzeczywistości kosmosu, duszy i ludzkich spraw na podstawie Najwyższej Rzeczywistości, al-Hakk; znajomość Najwyższej Rzeczywistości o tyle o ile objawia się ona w hakk wszystkich rzeczy; oraz działanie w zgodzie z tymi hakk w każdym momencie i każdej sytuacji. Krótko mówiąc, «urzeczywistniającymi» (muh.aqqīqun) są ci, którzy w pełni aktualizują duchowy, kosmiczny i boski potencjał duszy”.
Generalnie rzecz biorąc nie sposób rozróżnić postawy Ibn Arabiego w stosunku do kalamu i falsafy. Zazwyczaj ujmuje on razem przedstawicieli tych dyscyplin, nazywając ich „ludźmi rozumowania” (ahl al-naz.ar) albo „racjonalnymi myślicielami” (al-ʿuqalāʾ), „ludźmi myśli”, „myślicielami refleksyjnymi” (aṣh.āb al-fikr). To, co go od nich odróżnia, to poleganie na mistycznym objawieniu (kašf) i wyobraźni (xajal), które miały korygować rozum. Kaszf – zerwanie, odsłonięcie zasłony, to typ wizji w której mistyk dostrzega obecność „Prawdziwego Bycia” (wuğūd al-h.aqq), manifestującego się w Bożych znakach. Temat „wyobraźni” ma zasadnicze znaczenie dla całej doktryny Ibn Arabiego (zobacz poniżej, sekcja „Mistyka i wyobraźnia”). Różnicę pomiędzy mistykiem a człowiekiem posługującym się jedynie dyskursywnym rozumem dobrze ilustruje opowieść zawarta w rozdziale 167 „Objawień Mekkańskich”. Kiedy odbywają oni razem niebiańską podróż, analogiczną do miradżu Mahometa, mistyk spotyka w kolejnych sferach niebieskich ich duchy, to jest zamieszkujących je proroków: Adama, Jezusa i Jana, Józefa, Enocha, Aarona i Mojżesza. Człowiek rozumowania widzi natomiast jedynie rzeczywistość naturalną, to jest Księżyc, Merkurego, Wenus, Słońce, Marsa i Jowisza, a z każdym kolejnym napotkanym ciałem niebieskim jego sceptycyzm wzrasta, dopóki nie staje się muzułmaninem i nie podąża drogą mistyka.
Pod względem prawnym Ibn Arabi należał do najbardziej antyracjonalistycznej i trzymającej się dosłownego (z.ahir) znaczenia Koranu i sunny szkoły zahiryckiej. Próbował on przybliżyć Wschodowi myśl głównego jej przedstawiciela, Ibn Hazma (zm. 1064). Wraz z innymi zahirytami Ibn Arabi co do zasady odrzucał prawnicze rozumowanie przez analogię (qiyās), a używany zazwyczaj na określenie ezoterycznej interpretecji termin tawil (taʾwīl) ma u niego konotację negatywną, ponieważ sugeruje postępowanie dyktowane jedynie przez rozum. W rezultacie u Ibn Arabiego mamy do czynienia z paradoksalnym zjawiskiem „duchowego literalizmu”: „ciągłego nacisku na ostateczną zgodność (nie w zwykłym, widocznym na pierwszy rzut oka sformułowaniu) pomiędzy precyzyjną, objawioną literą sformułowań Koranu i hadisów oraz ich wewnętrzną duchową prawdą i intencjami, realizowanymi i odkrywanymi przez świętych”. Jak pisze William C. Chittick:
To właśnie jego umiejętność trzymania się przekazanego źródła i jednoczesnego wydobywania nowych znaczeń – które, raz wypowiedziane, wydawały się niemal oczywiste – była tym co przekonało późniejszą tradycję o jego wyjątkowym mistrzostwie. Mówi on nam, że autor Koranu zamierzył każde znaczenie uchwycone przez jakiegokolwiek czytelnika, i przypomina nam, iż ludzcy autorzy nie mogą mieć tej samej intencji. Co więcej mówi on nam, że jeśli ktoś na powrót czyta werset Koranu i dostrzega dokładnie to samo znaczenie co przedtem, to nie czyta on go „właściwie” – tak jest, w zgodności z "hakk" boskiej mowy – ponieważ znaczenia zamknięte w Trzech Księgach [Koranie, duszy i wszechświecie] nigdy się nie powtarzają.

### Mistyka i wyobraźnia
W swojej apokryficznej debacie z Ibn Ruszdem Ibn Arabi starał się wykazać wyższość wiedzy pochodzącej od Boga nad tą wywodzącą się z racjonalnego namysłu (naz.ar). W innych miejscach mówi on jednak nie o dwóch, ale o trzech rodzajach wiedzy. Oprócz „wiedzy bazującej na rozumie” (ʿilm al-ʿaql), uzyskiwanej dzięki racjonalnemu namysłowi np. nad przesłankami teologicznymi, wyróżnia on także „wiedzę bazującą na stanach” (ʿilm al-ahwal), czyli wiedzę z doświadczenia zmysłowego, oraz „wiedzę o tajemnicach” (ʿilm al-asrar), czasami nazywaną „poznaniem”, „gnozą” (maʿrifa), właściwą świętym i prorokom. Jest ona potencjalnie w sercu każdego człowieka, ale ujawnia się tylko pod wpływem boskiego światła wylewającego się w sercu gotowym na jego przyjęcie. Wiedza ta zawiera w sobie zarówno wiedzę pierwszego, jak i drugiego rodzaju, obejmując także przeżycia zmysłowe niedostępne zwykłym śmiertelnikom, a potencjalnie obejmuje wszelką wiedzę oprócz znajomości niepoznawalnej Istoty Boga. Koran nakazuje posługiwanie się rozumem i zachęca do refleksji, jednak według Ibn Arabiego ma ona jedynie doprowadzić do zrozumienia, że o własnych siłach nie jesteśmy w stanie osiągnąć wiedzy o Bogu.
Mistyk zdobywa wiedzę o Bogu dzięki dostępowi do „świata obrazów” (ʿalam al-ahtal), nazywanego także „światem wyobraźni” (ʿalam al-xajal), który pełni kluczową rolę jako pomost (barzax) pomiędzy „światem ciał” a „światem duchów”. Jak pisze Oliver Leaman „jedna z zaskakujących uwag, wypowiadana często przez Ibn al-Arabiego brzmi, że kontaktuje się on z wyimaginowanymi ludźmi, których traktuje dokładnie tak, jakby byli realni. Często traktuje też sny jak rzeczywiste zdarzenia z uwagi na to, że w snach pojawia się doświadczenie, które może być bardzo znaczące dla jednostki, która owe sny miewa”. Zdaniem Ibn Arabiego snom przysługuje pewnego rodzaju rzeczywistość, analogiczna do rzeczywistości świata ciał. Oto może śnić się nam koszmar, który sprawia, że jesteśmy autentycznie przerażeni, a kiedy obudzimy się możemy się cieszyć, że tak naprawdę sytuacja ta nie była rzeczywista. Jeśli jednak sen rzeczywiście nas przeraził, to czy może być całkowicie nierzeczywisty? W świecie wyobraźni, obejmującym także świat snu, może mieć miejsce historia, która jest całkowicie nieprawdziwa, lecz w ostateczności zawiera on jedynie reprezentacje rzeczywistych wydarzeń lub wariacje na ich temat. Podobnie zatem jak nasze codzienne doświadczenie składa się on z prawdy i iluzji, zarówno realności, jak i nierealności. Jedyną absolutną rzeczywistością jest Bóg i zwykły człowiek na jawie myli się co charakteru swoich doświadczeń dokładnie tak samo jak śpiący – jak mówi Prorok w jednym z hadisów, prawdziwie budzimy się dopiero wtedy gdy umieramy.
Wyobraźnia postrzega przedmiot poprzez jego lustrzane odbicie. Zawiera ona w sobie pojęcie „obrazu”, czyli czegoś co nie jest do końca ani daną rzeczą, ani czymś całkowicie od niej różnym. Rzeczywistość świata wyobraźni jest w pewnym sensie istotniejsza niż rzeczywistość świata ciał, ponieważ, jak już wspomniano, pełni on rolę pomostu do wyższego świata duchów. Podczas snu, gdy nasze zmysły nie są już narażone na oddziaływanie świata ciał, duchy mogą ucieleśnić się w świecie wyobraźni – analogicznie jak ciała mogą być uduchowione i przeniesione do tego świata. Zwykły człowiek ma kontakt z rzeczywistością duchową jedynie w świecie snu, jednak mistyk ma zdolność jej doświadczania poprzez świat wyobraźni także w innych momentach. Jako „pomost”, a stąd także jako wyobraźnię, możemy określić również świat sam w sobie, ponieważ jest on czymś pośrednim pomiędzy Bogiem a absolutną nicością. Na poziomie mikrokosmosu z wyobraźnią możemy utożsamić ludzką duszę (nafs), która łączy w sobie ducha i ciało, światło i ciemność, wiedzę i ignorancję, uwagę i nieświadomość.
Wyobraźnia jest czynnikiem jednoczącym wszystkie rodzaje wiedzy. Ze swej natury postrzega ona Boga jako kogoś bliskiego stworzeniu (tašbīh), podczas gdy rozum (ʿaql), działający poprzez rozróżnianie, postrzega Go jako obcego stworzeniu (tanzīh). Dlatego sufi widzą Boga jako bliskiego i pięknego, a zwolennicy kalamu jako odległego, transcendentnego. Jednak doskonała wiedza o Bogu łączy oba podejścia, widząc Go zarówno okiem rozumu, jak i wyobraźni. Ta mądrość proroków obala zarówno przekonania teologów, filozofów, jak i sufich, którzy uważają, że tanzih i taszbih są ze sobą nie do pogodzenia.

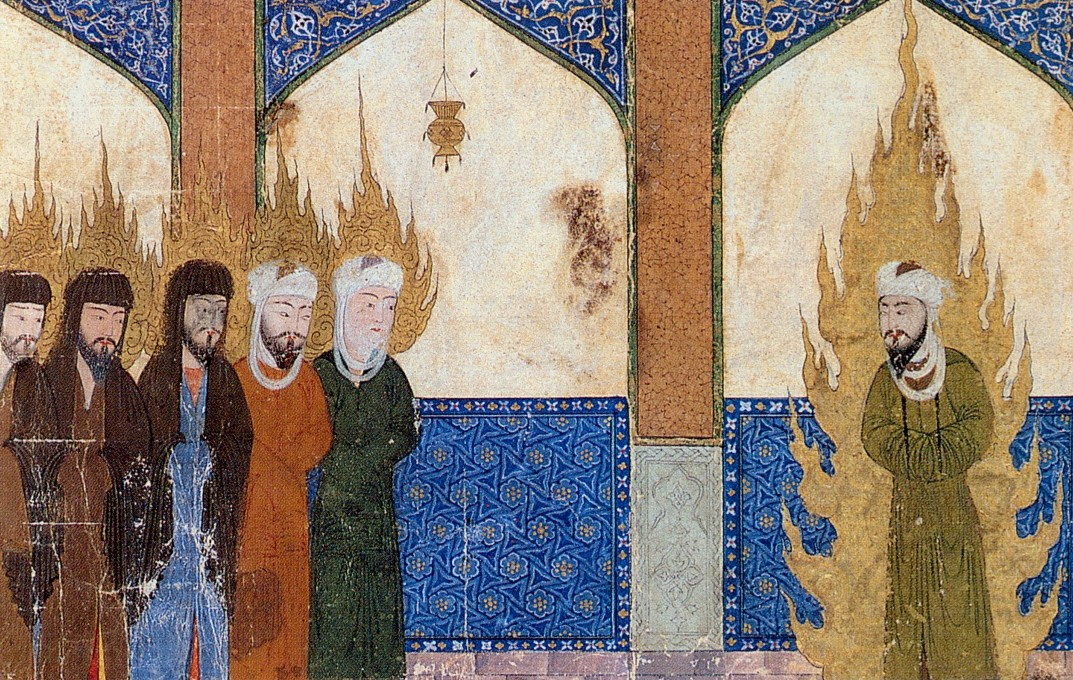
Mahomet przewodniczy modlitwie, w której biorą udział także Mojżesz i Jezus. Średniowieczna perska miniatura

Tak więc to właśnie poprzez specyficznie rzeczywisty świat wyobraźni ukazywali się Ibn Arabiemu Mojżesz, Jezus i Mahomet. Min. z tego powodu Ibn Arabi bardzo szczególnie pojmuje charakter swoich objawień – w pewnym sensie nie mają one w sobie nic nadnaturalnego. Jak pisze on w Klejnotach mądrości:
Jeśli jakikolwiek człowiek objawienia ogląda przedmiot objawiający mu wiedzę, której wcześniej nie miał, lub dający mu coś czego wcześniej nie posiadał, ten „przedmiot” jest jego własną "ʿain" ("istotą") i niczym ponadto. Dlatego to z drzewa „samego siebie” bierze on owoc swojej własnej wiedzy, tak samo jak jego obraz kiedy stoi on przed lustrem jest niczym innym niż on sam.. [Stąd] objawienie [...] jest aktywnością ludzkiej duszy, kiedy jej duchowe moce działają w pełni i są nastawione na [jego] wytwarzanie.
Nie ma w tym zresztą nic dziwnego, bowiem w ostateczności człowiek jest w pewnym sensie boski, a zatem nie ma potrzeby akcentowania dualizmu boskiego objawiającego i ludzkiego przyjmującego wiedzę. W rzeczywistości nie ma jakiejkolwiek wielości – wszystkie rzeczy są jednością.

### Jedność istnienia

Kaligrafia imienia Allah

Idea jedności istnienia (wah.dat al-wuğūd) uważana jest za centralną dla myśli Ibn Arabiego. Termin ten nie jest przez niego używany, ale sama koncepcja zawarta jest implicite w jego pismach. Ta idea Ibn Arabiego wyrasta z jego refleksji nad zasadą tauhidu – jedności Boga. Bóg sam w sobie charakteryzuje się jedynością (ah.adiyya), która jest transcendentna w stosunku do wszelkich właściwości, ukryta, niepoznawalna i nieopisywalna. W tej postaci Bóg nie ma żadnych cech, jest czystym światłem, czystym dobrem, „niewidzeniem”, „ślepotą” (al-ʿamā). Ibn Arabi nazywa go także po prostu „rzeczywistością” (al-h.aqq). Żeby Bóg mógł w jakikolwiek sposób być poznany musi istnieć także inny jego aspekt, który Ibn Arabi nazywa „byciem panem” (rubūbiyya). Jest to Bóg ujmowany w relacji do świata, dzięki czemu może być uwielbiany jako Pan i Stwórca. Imiona Boga są nazwami relacji zachodzących pomiędzy Bogiem w jego istocie a światem. Tak jak zwykłych ludzi poznajemy poprzez to że dowiadujemy się o nich że są dla kogoś nauczycielami, uczniami, przyjaciółmi, wrogami, ojcami, synami, braćmi, mężami, kochankami itd., tak samo Boga poznajemy jako Miłosiernego czy Sprawiedliwego. Znać jego imiona to nie znaczy znać jego istotę, ale każde z jego imion do tej istoty nas odnosi.
Według Ibn Arabiego „jesteśmy imionami, poprzez które Bóg opisuje sam siebie”, a słowa te stosują się do całego świata. Oznacza to m.in., że w ścisłym sensie tego słowa to jedynie Bóg istnieje, świat zaś jest tylko jego odbiciem, objawieniem. Jest to radykalna interpretacja zasady tauhidu, która u Ibn Arabiego znaczy po prostu, że Bóg jest jedynym bytem. Dlatego pisze on:
Oprzyj swoje odosobnienie na spotkaniu się twarzą w twarz z Bogiem w absolutnej jedności, która nie jest połączona z jakąkolwiek formą politeizmu, ukrytą lub otwartą, i zanegowaniu, z absolutnym przekonaniem, wszystkich przyczyn i pośredników, w całości i z osobna, bowiem zaprawdę, jeśli będziesz pozbawiony takiego "tauhidu" z pewnością popadniesz w politeizm.
Wszystkie rzeczy istniały pierwotnie w umyśle Boga jako „niezmienne istoty” (al-aʿyān t_ābitah), które dzięki jego woli mogą przejść z potencji do aktualności. Jego świadomość tych rzeczy jest w istocie po prostu samoświadomością, a „świat zewnętrzny” jest tylko aspektem tej samoświadomości. Wszystko to nie znaczy, że nasze wrażenie różnorodności świata jest mylne. Rzeczywiście Bóg pozwala nam widzieć świat w taki sposób, to jest odzwierciedlać się przez różnorodność, a to znaczy, że w pewnym sensie takie postrzeganie świata jest jak najbardziej słuszne. Zaczynamy błądzić dopiero wtedy, gdy uważamy to wrażenie za rzeczywistość. Ontologicznie rzecz ujmując istnieje tylko jedna rzeczywistość, Bóg, i tylko z epistemologicznego punktu widzenia są dwie rzeczywistości, to jest Bóg i świat fenomenalny, z racji ograniczenia naszych zmysłów postrzegany przez nas jako przedmiot ciągłej zmiany, którą nazywamy stwarzaniem, w rzeczywistości będącym samoobjawianiem się niezmiennego w swej istocie Boga.
Według Koranu (XVII:23): „Postanowił twój Pan, abyście nie czcili nikogo innego, jak tylko Jego”. Ibn Arabi interpretuje te słowa jako oznajmiające fakt, że Bóg postanowił iż nie może być czczone nic oprócz niego. Ponieważ Bóg objawia się poprzez każdą z rzeczy, czczenie czegokolwiek jest w istocie czczeniem Boga. Ograniczenie naszego kultu tylko do jednej z jego możliwych form to grzech niewiary (kufr), utożsamiamy bowiem wtedy Boga z jedną z partykularnych rzeczy. Tymczasem Bóg jest wszystkim i tylko uznanie tego faktu, to jest uznanie że wszystkie rzeczy są formą Jednego Najwyższego Istnienia, jest zgodne z duchem prawdziwej religii. Dlatego Ibn Arabi pisze: „Ludzie mają różne przekonania na temat Boga/Ale ja podtrzymuję je wszystkie”. A w Przewodniku namiętności stwierdza:
Podążam za religią miłości, gdziekolwiek wędruje jej wielbłąd/To bowiem jest moja religia i moja wiara.
A zatem wszystkie religie prowadzą do Boga, przez co jednak nie należy rozumieć, że Ibn Arabi pochwalał takie praktyki jak czczenie kamieni czy inne formy politeizmu. Każda z rzeczy jest jedynie fragmentarycznym objawieniem Boga, za którym ukrywa się on sam, niepoznawalny w swojej istocie. Zapomnienie o tym i oddawanie czci rzeczom samym w sobie, które w rzeczywistości istnieją tylko w Bogu, jest błędem. Jednocześnie Ibn Arabi stwierdza, że „wiedzący” (al-ʿārif – ten, który posiada bezpośrednią znajomość Boga) nazywa swojego Boga Allahem, najbardziej uniwersalnym ze wszystkich imion Boga.

### Świat miłości
Religia Ibn Arabiego jest zatem religią miłości. Właściwy sposób czczenia Boga polega po prostu na miłości do niego. To Boża miłość ustanawia jedność całego świata i jako najwyższa z manifestacji Boga powinna ona być czczona przez miłość właśnie. Mistyk, który widzi Boga we wszystkim, czci go we wszystkim. Miłość miłuje samą siebie. Ibn Arabi pisze: „Przysięgam na rzeczywistość Miłości że Miłość jest przyczyną każdej miłości/Gdyby nie Miłość [mieszkająca] w sercu, Miłość [Bóg] nie byłaby czczona”. Bóg Ibn Arabiego nie jest pierwszą przyczyną filozofów albo transcendentnym Bogiem mutazylitów. Jest on w sercu swojego sługi i, jak mówi Koran, jest mu bliższy niż tętnica jego szyi (Koran L:16).
U podstaw rozważań Ibn Arabiego o miłości leżą słowa tradycji, do których powszechnie odwoływali się mistycy islamu: „Byłem ukrytym skarbem, nikt mnie nie znał i zapragnąłem, by mnie poznano. Powołałem więc do życia stworzenia i dałem się im poznać, by mnie poznały”.
Bóg kocha siebie poprzez byty, które stworzył. To On właśnie objawia się wszystkim kochanym bytom i wszystkim kochającym. W istnieniu znajduje się zresztą tylko jeden kochający, dzięki czemu cały świat jest kochany i kochający. To wszystko ma związek z Nim tak, jak w akcie adoracji, bo tylko On jest uwielbiany. Żaden byt nie może Go wielbić, jeśli nie jest w stanie wyobrazić sobie boskiego posłannictwa, które w nim tkwi i bez którego nie mógłby nigdy służyć Bogu. Bóg mówi o tym wyraźnie w wersecie: „I postanowił twój Pan, abyście nie czcili nikogo innego jak tylko Jego”.
Jak już zauważyliśmy, Bóg może być postrzegany zarówno w aspekcie taszbih, bliskości w stosunku do stworzenia, jak i tanzih, oddalenia od stworzenia. Ostatecznie te dwa aspekty nie mają jednak równoprawnego charakteru. Zgodnie bowiem ze słynnym hadisem Bóg powiedział: „Moje miłosierdzie jest przed moim gniewem”. Bliskość, taszbih, w stosunku do Rzeczywistego (Al-H.aqq), jest podstawą istnienia wszystkich rzeczy, zaś dystans, tanzih, chociaż konieczny w porządku stworzenia, wiąże się z jego nieistnieniem i jest znany także jako nierzeczywisty (bāṭil). Bezustanna obecność Boga, jego miłosierdzie, jest czymś co leży u podstaw istnienia świata, a gniew i kara mają charakter tylko przypadkowy i tymczasowy.
Ibn Arabi wyjaśnia stworzenie świata przez Boga poprzez analogię do ludzkiej mowy. Tak jak my tworzymy słowa i zdania w materii oddechu, tak Bóg stwarza świat przez wymawianie słów w „miłosiernym tchnieniu” (nafas al-rah.manī), z którego wyłaniają się stworzenia. Istnienie jest więc w swojej istocie miłosierdziem (rah.ma). Od „miłosiernego tchnienia” pochodzi „niewidzialny obłok” (ʿamā), stanowiący pierwszą substancję świata, w której stworzenia istnieją w postaci „niezmiennych istot” (al-aʿyān t_ābitah).
Ibn Arabi mówi o „obecności” (h.adra), przez którą rozumie każdą sferę w której objawia się Bycie, czyli Bóg. W jednym z fragmentów wyjaśnia on, że kosmos składa się z dwóch światów lub obecności, tej Niewidzialnej i Widzialnej, a trzecia obecność rodzi się pomiędzy nimi z ich spotkania i jest to świat wyobraźni. Al-Kunawi jako pierwszy zaczął mówić o „Pięciu Boskich Obecnościach”, i wyrażenie to wkrótce stało się powszechnie używane, chociaż proponowano różne ich schematy. U Al-Kunawiego pierwszą obecnością jest Rzeczywistość Rzeczywistości (h.aqīqa al-h.aqāʾiq) w Bogu, obejmująca boską wiedzę o kosmosie. Kolejne trzy obecności to trzy światy o których mówił Ibn Arabi: niewidzialny (duchowy), wyobraźni i widzialny (cielesny). Piątą obecnością jest „człowiek doskonały” (al-insān al-kāmil), w swoim rozwinięciu zawierający wszystkie pozostałe cztery obecności: jego niezmienna istota jest identyczna z Rzeczywistością Rzeczywistości, jego duch jest identyczny ze światem niewidzialnym, jego dusza ze światem wyobraźni, a jego ciało ze światem widzialnym.

### Człowiek doskonały
Pierwszy rozdział Klejnotów mądrości rozpoczyna się od opisu stworzenia przez Boga kosmosu, zawierającego wszystko przedmiotu w którym mógł on kontemplować istnienie swoich imion, który jednak przed stworzeniem Adama i udzieleniem mu ducha był jak lustro przed wypolerowaniem. W opisie tym znajduje wyraz idea Ibn Arabiego zgodnie z którą każda z rzeczy objawia jakiś aspekt Boga, natomiast każdy człowiek, przynajmniej potencjalnie, jest mikrokosmosem będącym teofanią Boga w całej jego pełni i jedności. Ta koncepcja znajduje swój wyraz w pojęciu „człowieka doskonałego”.
Koncepcja „człowieka doskonałego” pojawiła się już we wczesnym sufizmie, a powstawała ona m.in. pod wpływem neoplatońskiej i chrześcijańskiej idei Logosu. „Człowiek doskonały” pełnił rolę neoplatońskiej pierwszej emanacji Absolutu, poprzez którą stwarza on świat, a jednocześnie był identyfikowany z Mahometem. Twierdzenie o preegzystencji Mahometa było wyprowadzane z hadisów. Według jednego z nich Mahomet miał powiedzieć: „Byłem prorokiem kiedy Adam był jeszcze między wodą a gliną”, a według innego „ja jestem pierwszym z ludzkości jeśli chodzi o stworzenie i ostatnim jeśli chodzi o zmartwychwstanie”. Te stwierdzenia łączono z hadisami o proweniencji wyraźnie neoplatońskiej, zgodnie z którymi: „Pierwszym co Bóg stworzył był intelekt (ʿaql)” albo „pierwszą rzeczą, którą Bóg stworzył było pióro (kalam)”, które jeszcze przed stworzeniem zapisało wszystko co ma zaistnieć. W swojej radykalnej formie wierzenia te prowadziły do przekonania, że Mahomet w swojej istocie był tożsamy z innymi będącymi manifestacją Boga prorokami, co wiązało się z takimi potępianymi przez ortodoksyjny islam doktrynami jak inkarnacja i transmigracja oraz otwierało drogę do przyjęcia, że objawienie może być kontynuowane także po tym jak na świecie pojawiła się pieczęć proroków, czy to w postaci linii (wilāya) imamów w szyizmie czy też sufickich „przyjaciół Boga” (awliyāʾ allāh, l.poj. walī), kulminującej w pieczęci aulija, w sunnickiej koncepcji Hakima at-Tirmiziego (IX/X wiek).
Odpowiedź na pytanie jak religijna historia ludzkości może trwać po Mahomecie, który jako pieczęć proroków miał przynieść pełnię objawienia, była głównym problemem szyizmu. W celu jego rozwiązania szyici dokonali rozróżnienia pomiędzy zewnętrznym (z.āhir) i wewnętrznym (bāţin) znaczeniem objawienia. Konieczność istnienia wilai, szeregu imamów (i aulija), brała się z konieczności przekazania tego drugiego. Przy czym podobnie jak istnieje proroctwo (nubuwwa) absolutne, którego pieczęcią jest Mahomet, oraz proroctwa częściowe, udzielane przez kolejnych proroków, tak samo istnieje wilaja absolutna, której pieczęcią jest pierwszy imam, oraz wilaje częściowe, szczególne dla każdego proroka. I tak np. pieczęcią szczególnej wilai Mahometa będzie ostatni imam, Mahdi. Po Mahomecie w szyizmie nie mówi się już o prorokach (anbiyāʾ, l.poj. nābī), lecz o aulija, chociaż ich rola w podtrzymywaniu wilai zasadniczo niczym się od roli wcześniejszych proroków nie różni. Każdy prorok jest jednocześnie walim i jako obejmujący obie te natury jest kimś wyższym od kogoś kto jest jedynie walim. Jednak sama w sobie natura walego, jako uosabiająca ezoteryczny, wyższy aspekt objawienia (bāţin), jest wyższa od natury proroka. Hakim at-Tirmizi rozróżnił pomiędzy wilają ogólną, obejmującą każdego muzułmanina, i wilają szczególną, dotyczącą jedynie szczególnie związanych z Bogiem aulija. Stosunek pomiędzy walim i prorokiem oraz pomiędzy naturą walego i proroka jest u niego taki sam jak w szyizmie. Ponadto Tirmizi wprowadził analogiczne do pieczęci proroków pojęcie „pieczęci aulija”, kończącej cykl wilai.
Dla Ibn Arabiego Mahomet jest „człowiekiem doskonałym” par excellence. W stosunku do przedwiecznego Mahometa, pierwszej emanacji Boga, używa on określenia h.aqiqa muh.ammadiyya – „Rzeczywistość Mahometowa”. Mahomet jako pieczęć proroków przyniósł całość objawienia, ponieważ zaś świat jest niczym więcej jak objawieniem Boga, to oznacza że „Rzeczywistość Mahometowa” w pewnym sensie jest potencjalnie całym światem. Dlatego w sensie metafizycznym jest ona „Rzeczywistością Rzeczywistości” (h.aqīqa al-h.aqāʾiq). Z tego samego powodu możemy także twierdzić, że jedynym powodem stworzenia świata był Mahomet. Każdy z proroków przynosił część objawienia podczas swojej historycznej misji, a to znaczy, że był po prostu tym, wraz z którym w świecie pojawiała się jakaś część „Rzeczywistości Mahometowej”.
„Rzeczywistość Rzeczywistości” zawiera w sobie wspomniane wcześniej archetypy wszystkich rzeczy, jest ona samoświadomością Boga. „Rzeczywistość Mahometowa” jest przyczyną sprawczą powstania świata, to jest Bożego objawienia. To jest właśnie „Logos” – „słowo” Boga, poprzez które stwarza on świat, a w pewnym sensie takim słowem jest każdy z proroków, choć oczywiście tylko jako część „Rzeczywistości Mahometowej”. Wreszcie potencjalnie takim „słowem” będącym objawieniem Boga, to jest „człowiekiem doskonałym”, jest każdy muzułmanin. U Ibn Arabiego celem sufiego nie jest tak jak we wcześniejszych koncepcjach bezpośrednie zbliżenie do Boga, lecz upodobnienie się do Mahometa, posiadającego wszystkie cechy boskie, to jest stanie się „człowiekiem doskonałym”. To w ten sposób człowiek maksymalnie zbliża się do Boga. Klejnoty mądrości w każdym rozdziale opisują jak dany prorok w sposób szczególny jest manifestacją jedności Boga, ponieważ w każdym dominuje jeden z jego atrybutów. Ścieżka duchowego rozwoju aulija polega na sukcesywnym zdobywaniu cech kolejnych proroków, by ostatecznie upodobnić się do tego, który w stopniu najwyższym zawiera je wszystkie. Pieczęcią absolutną aulija jest Jezus, natomiast pieczęcią szczególnej wilai Mahometa jest sam Ibn Arabi. Stosunek pomiędzy walim i prorokiem oraz pomiędzy naturą walego i proroka jest u Ibn Arabiego taki sam jak w szyizmie i u Hakima at-Tirmiziego.
Bóg i świat są jak dwa odbijające się w sobie lustra, które spotykają się dzięki „Rzeczywistości Mahometowej”, tworząc „człowieka doskonałego”, pośrednika pomiędzy światem zmysłowym i duchowym, tym co zmienne i wieczne, zwykłymi ludźmi a Bogiem. „Człowiek doskonały” stanowi „biegun” (quţb), wokół którego obracają się wszystkie stworzenia. Ten „biegun” jest, podobnie jak Słońce dla Układu Słonecznego, centrum i źródłem życia i energii dla wszystkich stworzeń. W danym czasie istnieje tylko jeden „biegun”. Stoi on na szczycie hierarchii mistycznej i poprzez kolejnych aulija, którzy są w mniejszym lub większym stopniu jego uosobieniem, odpowiada za stałą obecność Boga na Ziemi, podtrzymuje świat w istnieniu i jest pośrednikiem pomiędzy Bogiem a ludźmi. Człowiek doskonały jest najważniejszym pojęciem myśli Ibn Arabiego, jej punktem centralnym, w którym łączą się wszystkie jej wątki.

Boska Obecność ma trzy poziomy - widzialny, niewidzialny i pośredni. Poprzez ten ostatni Widzialne staje się czymś odróżnionym i oddzielnym od Niewidzialnego. Ten ostatni to barzach [pomost], ponieważ ma on twarz zwróconą w kierunku Niewidzialnego i w kierunku Widzialnego. Lub raczej sam w sobie jest on twarzą, ponieważ nie może być podzielony. To jest człowiek doskonały. Rzeczywisty uczynił go stojącym jako barzach pomiędzy Rzeczywistym a kosmosem. Stąd to on czyni widzialnymi Boskie Imiona, a zatem to on jest Rzeczywistym, i on czyni widzialną rzeczywistość możliwego istnienia, a zatem on jest stworzeniem. Dlatego Bóg stworzył go na trzech poziomach: intelektu i zmysłowej percepcji, które są dwiema stronami, oraz wyobraźni, która jest barzachem pomiędzy znaczeniem a percepcją zmysłową.

### Wolna wola, odpowiedzialność moralna i zbawienie

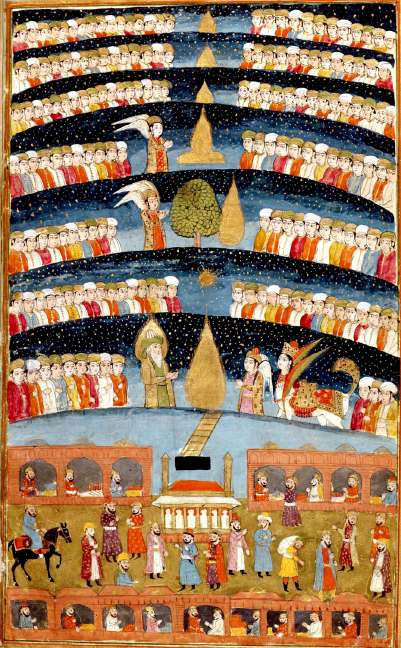
Raj Mahometa. Jedenastowieczna perska miniatura

W świecie Ibn Arabiego wszystko podlega ścisłemu determinizmowi. Los każdej rzeczy jest z góry określony poprzez treść jej pierwotnej istoty, której rzeczy istniejące w świecie zmysłowym są tylko zewnętrzną manifestacją. Wszystko odwiecznie jest tym czym jest i nic, nawet Bóg, nie może tego zmienić. W związku z powyższym działania człowieka nie są niczym więcej niż samorealizacją jego własnej odwiecznej natury. Nie znaczy to jednak, że nie jest on za nie odpowiedzialny. Jest to „jego” natura i jej „samo”-realizacja, dlatego jest on za te działania odpowiedzialny w całej pełni. Ibn Arabi postępuje za rozróżnieniem poczynionym niegdyś przez Al-Halladża (zm. 922). Z jednej strony pisze o posłuszeństwie prawu stworzenia, którego przestrzegają wszystkie istoty, pozostając w zgodzie z boską wolą stwórczą, która doprowadza do zaistnienia rzeczy w formach, które były przedmiotem odwiecznej predeterminacji, zaś z drugiej o posłuszeństwie prawu religijnemu. Kiedy szatan odmówił Bogu pokłonienia się przed Adamem to był on posłuszny jego nakazowi stwórczemu, aczkolwiek z punktu widzenia ustanowionego przez tego samego Boga prawa religijnego nie był posłuszny jego nakazowi religijnemu. Według A.E. Affifiego: „Cała [ta] teoria redukuje posłuszeństwo i nieposłuszeństwo w sensie religijnym do kwestii czysto formalnej i neguje moralną i religijną odpowiedzialność. Mówi nam ona że człowiek jest odpowiedzialny za swoje działania, ale przyznaje, że nie jest on wolnym podmiotem mogącym decydować o swoich czynach. Odpowiedzialność i całkowity brak wolności nie idą ze sobą w parze. Teoretycznie istnieją różne alternatywy spośród których człowiek może wybrać swoje działania, ale zgodnie z tą teorią jest on tak stworzony że wybiera jedyną alternatywę do której został predeterminowany przez mające źródło w nim samym konieczne prawa. A zatem w rzeczywistości nie wybiera on niczego i nie ma więcej wolności niż kamień spadający na ziemię w wyniku posłuszeństwa swoim własnym prawom [...] Ibn ʾArabi jest bardziej spójny kiedy mówi, że wszystkie działania są stworzone przez Boga i nie ma rzeczywistej różnicy pomiędzy Rozkazującym a podlegającym rozkazowi. [...] [Może się to wydawać sprzecznością], ale przestaje nią być kiedy pomyślimy o rozróżnieniu jakie poczynił on pomiędzy Jednym a wielością. [...] Kiedy mówi on, że Bóg jest sprawcą wszystkich działań, traktuje on tę kwestię z punktu widzenia Jednego, ponieważ Boża istota jest istotą człowieka któremu akcje są przypisywane. A kiedy stwierdza on, że to człowiek jest sprawcą swoich czynów, traktuje on tę kwestię z punktu widzenia wielości”.
Według Ibn Arabiego po śmierci człowiek przechodzi w stan pośredni pomiędzy nią a zmartwychwstaniem. Jest to miejsce pomiędzy czystą cielesnością a duchowością, czyli znany nam już świat wyobraźni. To właśnie w tym świecie odbywają się wszystkie zdarzenia, które hadisy wiążą z losami duszy bezpośrednio po śmierci, przy czym na podstawie pism Ibn Arabiego trudno wytyczyć wyraźną granicę pomiędzy nim a światem gdzie ostatecznie trafia dusza. Ten ostatni w przeciwieństwie do świata wyobraźni ma jednak być zmysłowy, podobnie jak świat doczesny, ponieważ zmartwychwstanie jest czymś rzeczywistym. Zmartwychwstanie ciała należy rozumieć dosłownie, a nie metaforycznie, jak tego chcieliby niektórzy przedstawiciele kalamu i falsafy. Sytuacja człowieka na tamtym świecie całkowicie zależy od tego jakim uczynił on siebie w świecie doczesnym. W obliczu Boga, którego jednym z imion jest „Światło”, wszystkie motywacje stają się jasne i każdy jawi się zarówno przed sobą, jak i wszystkimi innymi taki jaki jest naprawdę.
Niebo i Piekło są realizacjami boskich atrybutów Miłosierdzia i Gniewu. Jak już jednak wiemy, boskie miłosierdzie poprzedza boski gniew, to zaś oznacza, że w ostateczności gniew musi zniknąć. Gniew nie należy do samej istoty Boga, a czysty gniew nie może istnieć nawet w człowieku, nikt nie jest bowiem całkowicie pozbawiony dobra. Ibn Arabi nie zaprzecza, że zgodnie z Koranem grzesznicy pozostaną w Ogniu na zawsze (2:29, 81, 217 etc.), zauważa jednak, iż zaimek „w nim” (fīhā) odnosi się zawsze do żeńskiego „Ognia”, a nie męskiej w języku arabskim „Kary” (al-ʿadhāb). Nigdzie w Koranie ani hadisach nie ma stwierdzenia, że kara Ognia będzie trwała wiecznie. Ostatecznie zatem po odbyciu swojej kary pozostający w Ogniu nie będą już jej odczuwać, a atrybut Gniewu będzie realizowany jedynie w świecie wyobraźni. Niemniej pomiędzy mieszkańcami Ognia i Ogrodu zawsze istnieć będzie jedna fundamentalna dystynkcja, mianowicie przed tymi pierwszymi Bóg będzie zakryty, podczas gdy drudzy będą doświadczać jego wizji. Tradycja mówi o ośmiu bramach nieba i siedmiu bramach piekła, jednak Ibn Arabi twierdzi, iż:
Piekło ma ósmą bramę, która jest zamknięta i nigdy nie będzie otwarta: bramę odsłonięcia wizji Boga.
Jeśli Bóg ukazałby się ludziom w Ogniu, w jego obliczu byliby oni zawstydzeni grzechami, które popełnili. Wstyd jest postacią kary, ta zaś w ich przypadku już minęła. Ludzie w Ogniu po odbyciu kary będą szczęśliwi, pogodzeni z wolą Boga, który nie przeniósł ich do Ogrodu, gdzie byliby oni poddani cierpieniu. Ogląd Boga lub jego brak czyni jednak pomiędzy Piekłem a Ogrodem różnicę tak zasadniczą, że w ostateczności Ibn Arabi może napisać:
Tamten świat posiada dwie siedziby: wizję i zasłonę”.

## Recepcja

### Kwestia ortodoksji
Według A.E. Affifiego: „W całej historii islamu nie było drugiego człowieka, którego wiara byłaby tak bardzo kwestionowana. Kontrowersje wokół prawowierności Ibn ʾArabiego osiągnęły ogromny zasięg i zajmowały umysły muzułmanów przez całe stulecia”. Nawet w ostatnich latach fundamentaliści muzułmańscy w Egipcie protestowali przeciw wydawaniu jego dzieł. Część winy ponosi tutaj z pewnością język w którym Ibn Arabi przekazywał swoje idee. Jego wieloznaczność, a także kompleksowość jego myśli czyniły je niemal niedostępnymi, w szczególności dla tych, którzy nie byli zaznajomieni z jego sposobem wyrażania się. To spośród ludzi, którzy czytali Ibn Arabiego ze wzrokiem utkwionym w literalne znaczenie słów zazwyczaj rekrutowali się ci, którzy oskarżali go o niewierność (kufr) lub co najmniej o herezję. Ci którzy byli w stanie odczytać jego rzeczywiste intencje uważali go za wielkiego mistyka i człowieka Boga. Wreszcie trzecia grupa zawieszała swój sąd na jego temat, uważając że posługuje się on językiem, którego zrozumienie jest poza ich zasięgiem.
Najgłośniejszym z krytyków Ibn Arabiego był Ibn Tajmijja (1263 – 1328), zaś najzagorzalszym Burhan ad-Din Ibrahim al-Bika'i (zm. 1454). Według Ibn Tajmijji analiza koncepcji Wahdat ul-wudżud prowadzi do wniosku, że za jej pomocą kwestionuje się po pierwsze istnienie Boga, a po drugie stworzenie przez niego świata. Jego zdaniem bowiem Ibn Arabi jest panteistą. Ibn Tajmijja porównuje go do głuchoniemego, cytując przy okazji fragment Koranu, zgodnie z którym: „Głusi, niemi i ślepi – oni nie zawrócą [ze ścieżki błędu]” (Koran II:18). Poza tym, według Ibn Tajmijji Ibn Arabi utrzymuje, że wilaja jest czymś lepszym od proroctwa (nubuwwa) i że cykl wilai nigdy się nie skończy, podczas gdy proroctwo już się zakończyło. W sumie jest on winny inkarnacjonizmu i panteizmu tak samo jak Al-Halladż, Al-Kunawi i Ibn Sab'in. Mimo wszystko jednak, Ibn Tajmijja uważa doktrynę Ibn Arabiego za bliższą islamu, niż doktrynę pozostałych z wyżej wymienionych.
Ibrahim al-Bika’i poświęcił odparciu idei Ibn ʾArabiego całe dwie książki, a w swojej polemice nie stronił od ataków osobistych. W Zwróceniu uwagi nieświadomych na niewierność Ibn Arabiego (Tanbīh al-Ġabi ʿala Takfīr ibn ʾArabi) pisze on:
Zwodzi on prawdziwych wierzących pretendując do bycia jednym z nich. Przedstawia on swoje stanowisko posługując się ich wierzeniami; ale stopniowo wlecze ich w wąskie zaułki i uwodząc prowadzi do miejsc, gdzie czyhają na nich kłopotliwe kwestie. Jest on największym artystą w konfundowaniu ludzi; cytuje autentyczną tradycję Proroka, a potem pozwala im krążyć wokół dziwnych i tajemniczych dróg. Dlatego prowadzi swoich wiedzionych błędem zwolenników do swojego ostatecznego celu, którym jest całkowite obalenie wszystkich religii i religijnych wierzeń. Podtrzymujący takie doktryny ukrywają się za zewnętrzną powierzchownością muzułmańskich rytuałów, takich jak modlitwa i post. W rzeczywistości są ateistami w płaszczach mnichów i ascetów oraz prawdziwymi heretykami pod imionami sufich.

### Oddziaływanie

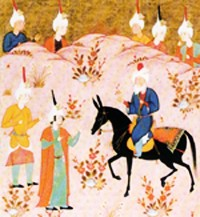
Ibn Arabi z uczniami. Szesnastowieczna perska miniatura

Chociaż Ibn Arabi był gwałtownie atakowany przez swoich przeciwników za swoje poglądy, które ich zdaniem nie były zgodne z muzułmańską ortodoksją, jego nauczanie nie tylko przetrwało te ataki, ale miało przemożny wpływ na całą przyszłość sufizmu. Jak pisze A.E. Affifi: „Ludzie mogą zgadzać się lub nie zgadzać z niektórymi jego teoriami, ale pozostaje faktem, że pod względem produkcji i wpływu jest on największym arabskojęzycznym mistykiem jakiego wydał islam”. Jego admiratorzy na Wschodzie nadali mu tytuł „Szajch al-Akbar” („Największy Szajch”), którym nie obdarzono wcześniej żadnego innego sufiego. Miał on się odnosić zarówno do jego kwalifikacji duchowych, jak i twórczych. Ibn Arabi stanowił punkt szczytowy spekulatywnego sufizmu. W późniejszym okresie rozszerzający swoje wpływy sufizm był znany raczej z koncentracji na rytuale i praktyce, niż na teorii, i był to jeden z powodów, dla których pozycja Ibn Arabiego pozostała niezagrożona. Nie należy jednak sobie wyobrażać, że jego wpływ ograniczał się wyłącznie do kwestii teoretycznych. Pozostawił on po sobie wiele praktycznych książek na temat sufizmu, z kolekcjami modlitw włącznie, a także „habit” (xerqa), który był potem noszony przez wielu szajchów różnych tarikatów. Jego wpływ dotyczył wszystkich poziomów życia sufich, od tych najbardziej elitarnych do najpopularniejszych, i trwa do dzisiaj. Oddziaływanie Ibn Arabiego na dalszą myśl muzułmańską w każdej z jej postaci było tak ogromne, iż według Jamesa Morrisa:
Parafrazując słynną uwagę Whiteheada na temat Platona – i z podobnym stopniem przesady – można powiedzieć, że historia myśli muzułmańskiej po Ibn Arabim (przynajmniej do 18 stulecia i radykalnie nowego spotkania z nowoczesnym Zachodem) może być w większej mierze rozumiana jako seria przypisów do jego dzieła.
Z uwagi na powyższe pełny obraz wpływu Ibn Arabiego byłby właściwie historią filozofii muzułmańskiej do końca XVIII wieku. Poniższy przegląd koncentruje się jedynie na pewnych ważniejszych zagadnieniach, takich jak popularyzacja myśli Ibn Arabiego poprzez poezję, tradycja komentowania Klejnotów mądrości i synteza Ibn Arabiego z myślą szyicką, która była jednym z najważniejszych czynników prowadzących do narodzin szkoły isfahańskiej, stanowiącej punkt szczytowy ostatniego okresu klasycznej myśli muzułmańskiej.
Pierwszą i najważniejszą osobą, która brała udział w przekazywaniu dziedzictwa Ibn Arabiego był jego osobisty uczeń, wspomniany już Sadr ad-Din al-Kunawi (1210–1274). Jest on autorem kilkunastu książek i generalnie myślicielem bardziej systematycznym niż Ibn Arabi. Myśl Al-Kunawiego skoncentrowana jest na pojęciu „człowieka doskonałego”, które twórczo on rozwija. „Człowiek doskonały” przynosi pełny rozkwit istnienia (wuğūd) i stojąc w jego centrum jest jakby pryzmatem skupiającym w sobie wszystkie Boże Imiona, podczas gdy inni ludzie stanowią odbicie tylko jednego szczególnego imienia. W swoim nauczaniu Al-Kunawi łączył te idee z twórczością słynnego poety mistycznego Ibn al-Farida (zm. 1235). Jego wykłady na temat słynnej „Kasydy rymującej się na -t” (Tāʾiyya al-kubrà) zostały ułożone w systematyczny komentarz przez jego ucznia Said ad-Dina Ferganiego (zm. 1296) i w takiej postaci cieszyły się ogromną popularnością, którą przyćmiła jeszcze późniejsza rozszerzona przez Ferganiego wersja komentarza. W ten sposób uschematyzowany abstrakt nauczania Ibn Arabiego na temat „człowieka doskonałego” uzyskał znaczny wpływ na późniejszą poezję suficką. Najpopularniejszym z perskich dzieł uczniów Al-Kunawiego były Rozbłyski (Lamaʾāt) Fachr ad-Dina al-Irakiego (zm. 1289), napisane prozą i wierszem, opierające się na wykładach Al-Kunawiego na temat Klejnotów mądrości. Jeszcze ważniejszym perskim dziełem poetyckim znajdującym się pod silnym wpływem idei Ibn Arabiego jest poemat „Różany ogród tajemnic” (Gulšan-e rāz) szajcha Mahmuda Szabistariego (zm. ok. 1320). Ułożony w formie odpowiedzi na pytania zadane przez innego sufiego „czytany po wielekroć i kontemplowany z pokolenia na pokolenie, stał się rodzajem vademecum mistyków irańskich”. Jednym z najbardziej uczonych i działających z powodzeniem popularyzatorów myśli Ibn Arabiego był perski poeta Dżami (zm. 1492), skoncentrowany zwłaszcza na eksplikacji idei „człowieka doskonałego”. Jego dzieła przyczyniły się szczególnie do obecności Ibn Arabiego w Indiach, które posługiwały się znacznie chętniej perskim niż arabskim.
Za najważniejsze ze swoich dzieł Ibn Arabi uważał Klejnoty mądrości, i pogląd ten przejęli jego uczniowie. Szczególnie dobitnie podkreślał to Al-Kunawi. W rezultacie powstało ponad sto komentarzy do tej książki. Autorem pierwszego był sam Ibn Arabi. Wydaje się, że pierwszym komentarzem napisanym przez jego zwolenników jest ten autorstwa Al-Tilimsaniego (1213–1291), najbliższego towarzysza Al-Kunawiego. Skomentował on stosunkowo niewiele fragmentów Klejnotów, często umieszczając uwagę „Znaczenie niniejszego rozdziału jest oczywiste”. Wielki szacunek wobec Ibn Arabiego i jego dzieła nie przeszkodził Al-Tilimsaniemu wyraźnie zaznaczyć, że w niektórych kwestiach się z nim nie zgadza. Pierwszy szczegółowy komentarz do Klejnotów mądrości napisał uczeń Al-Kunawiego, Mu'ajjid ad-Din Dżandi (zm. ok. 1300). Podkreśla on w nim, że rozumienie Klejnotów zawdzięcza całkowicie wpływowi swojego mistrza. Ustanowił on pewien wzorzec teoretycznej dyskusji na temat najważniejszego dzieła Ibn Arabiego. Jeden z najbardziej rozpowszechnionych komentarzy napisał uczeń Dżandiego, szyita Abd ar-Razzak Kaszani (zm. 1330), który często jest w nim zależny od swojego mistrza. Kaszani był autorem kilku innych ważnych dzieł, które wszystkie były silnie zakorzenione w świecie myśli Ibn Arabiego. Także on rozwija koncepcję „człowieka doskonałego”, którą wiąże ze wspomnianym już pojęciem „bieguna” (quţb), przyjmującego u niego postać będącego wzorem do naśladowania idealnego sufickiego mistrza. Definitywną próbą systematyzacji koncepcji „człowieka doskonałego” jest dzieło o takim właśnie tytule (Al-insān al-kāmil) napisane przez Abd al-Karima al-Dżilego (zm. pomiędzy 1408–1417). Być może najczęściej czytany na muzułmańskim Wschodzie komentarz napisał uczeń Kaszaniego, Dawud al-Kajsari (zm. 1350). Wstęp do niego stanowi jedno z bardziej systematycznych pod względem filozoficznym ujęć myśli zwolenników Ibn Arabiego. Komentarz Al-Kajsariego stał się podstawą do pierwszych komentarzy do dzieła Ibn Arabiego w języku perskim, które często były w dużej części po prostu jego przekładami.
Jednym z najważniejszych zjawisk późnej myśli islamu była synteza mistyki Ibn Arabiego z szyizmem. Szczególnie ważną rolę odegrał tu Hajdar al-Amuli (zm. po 1385), autor monumentalnego komentarza do Klejnotów mądrości. Przejmując wiele idei Ibn Arabiego polemizuje on jednak zarówno z nim, jak z sunnickim ujęciem Al-Kajsariego, w kluczowej dla szyizmu kwestii wilai. Zdaniem Al-Amuliego Jezus nie może być pieczęcią wilai powszechnej, ponieważ jest sprzecznością żeby był nią prorok. Autorem kolejnego ważnego szyickiego komentarza do Klejnotów był Sa'id ad-Din Ali Turki al-Isfahani (zm. 1432), który czasami po prostu parafrazował Al-Amuliego. Siedemnastowieczna Szkoła isfahańska powstała jako synteza szyizmu, falsafy Al-Farabiego i Awicenny oraz iluminacjonizmu Szihab ad-Dina as-Suhrawardiego (zm. 1191) z sufizmem Ibn Arabiego. Szczególnie ważnym tematem szkoły była rzeczywistość świata wyobrażonego (ʿālam al-mit_āl, barzax). Według jej najwybitniejszego przedstawiciela, Mulli Sadry (zm. 1640/1641), przyjście Mahdiego należy rozumieć jako pojawienie się „człowieka doskonałego”.
Ibn Arabi pozostał nieznany na Zachodzie aż do XIX wieku. Wcześni orientaliści poświęcali mu jednak mało uwagi ze względu na brak bezpośredniego wpływu na Europę. Poza tym hermetyczność jego dzieła pozwalała na łatwe lekceważenie go jako „mistyka” lub „panteisty”. Dopiero studia Henry Corbina (1958) i Toshihiko Izutsu (1966) sprawiły, że uznano go za wszechstronnego i bardzo oryginalnego myśliciela, który wniósł wielki wkład do filozofii. Oddziaływanie Ibn Arabiego nie jest tylko kwestią przeszłości. Jak pisze William C. Chittick: „Dzisiaj, w rzeczy samej, jego wpływ wydaje się wzrastać, zarówno w świecie Islamu, jak i na Zachodzie. «The Muhyiddin Ibn ʾArabi Society», które publikuje czasopismo w Oksfordzie, jest tylko jednym z wielu znaków ponownego zainteresowania jego nauczaniem”.

### Źródła
- Ibn ʾArabi: Księga o podróży nocnej do najbardziej szlachetnego miejsca. (przeł.) Joanna Wronecka. Warszawa: Państwowe Wydawnictwo Naukowe, 1990, seria: Biblioteka Klasyków Filozofii. ISBN 83-01-09566-0.Sprawdź autora:1. Brak numerów stron w książce
- Ibn ʾArabi: Traktat o miłości. (przeł.) Joanna Wronecka. Warszawa: Państwowe Wydawnictwo Naukowe, 1995, seria: Biblioteka Klasyków Filozofii. ISBN 83-01-11844-X.Sprawdź autora:1. Brak numerów stron w książce
- Koran. (przeł.) Józef Bielawski. Warszawa: Państwowy Instytut Wydawniczy, 2007. ISBN 978-83-06-03078-5. Brak numerów stron w książce

### Opracowania
- A.E. Affifi: Ibn ʾArabi. W: M.M. Sharif (ed.): A History of Muslim Philosophy. Volume I. Wiesbaden: Otto Harrasowitz, 1963.Sprawdź autora:1. Brak numerów stron w książce
- Józef Bielawski: Ibn ʾArabi. W: Józef Bielawski (red. nauk.): Mały słownik kultury świata arabskiego. Warszawa: Wiedza Powszechna, 1971.Sprawdź autora:1. Brak numerów stron w książce
- William C. Chittick. Death and the World of Imagination: Ibn al-ʿArabī's Eschatology. „Muslim World”. 1988. 78. s. 79. ISSN 0027-4909. (ang.).
- William C. Chittick: Ibn 'Arabī. W: Ian Richard Netton (ed.): Islamic Philosophy and Theology. Volume IV. Eclecticism, Illumination and Reform. New York: Routledge, 2007. ISBN 0-415-34397-6. Brak numerów stron w książce
- William C. Chittick: Ibn ʾArabi. Heir to the Prophets. Oxford: One World, 2005. ISBN 1-85618-387-9. Brak numerów stron w książce
- W.C. Chittick: Taṣawwuf 2. Ibn al-ʿArabī and after in the Arabic and Persian lands. W: P.J. Bearman, Th. Bianquis, C.E. Bosworth, E. Van Donzel, W.P. Heinrichs: The Encyclopaedia of Islam. New Edition. Volume X. Leiden: E.J. Brill, 2000. ISBN 90-04-11211-1. Brak numerów stron w książce
- William C. Chittick: The School Of Ibn 'Arabī. W: Seyyed Hossein Nasr, Oliver Leaman: History of Islamic philosophy. London: Routledge, 1996. ISBN 0-415-13159-6. Brak numerów stron w książce Podgląd ograniczony
- Henry Corbin: Historia filozofii muzułmańskiej. (przeł.) Katarzyna Pachniak. Warszawa: Wydawnictwo Akademickie DIALOG, 2005. ISBN 83-89899-31-0. Brak numerów stron w książce
- Janusz Danecki: Kultura islamu. Słownik. Warszawa: Wydawnictwa Szkolne i Pedagogiczne, 1997. ISBN 83-02-06373-8. Brak numerów stron w książce
- Janusz Danecki: Podstawowe wiadomości o islamie. [T.] 1. Warszawa: Wydawnictwo Akademickie DIALOG, 1998. ISBN 83-86483-40-7. Brak numerów stron w książce
- Janusz Danecki: Podstawowe wiadomości o islamie. [T.] 2. Warszawa: Wydawnictwo Akademickie DIALOG, 1998. ISBN 83-86483-41-5. Brak numerów stron w książce
- Serajul Haque: Ibn Taimīyyah. W: M.M. Sharif (ed.): A History of Muslim Philosophy. Volume II. Wiesbaden: Otto Harrasowitz, 1966.Sprawdź autora:1. Brak numerów stron w książce
- Toshihiko Izutsu: Ibn al-ʾArabi. W: Encyclopaedia Britannica, 15th edition. T. IX. Chicago/London/Toronto/Geneva/Sydney/Tokyo/Manila/Seoul/Johannesburg: Encyclopaedia Britannica Inc., William Benton, Publisher, 1943-1973, Helen Hemingway Benton, Publisher. Brak numerów stron w książce
- F. De Jong: Al-Kutb. W: C.E. Bosworth, E. Van Donzel, B. Lewis, Ch. Pellat: The Encyclopaedia of Islam. New Edition. Volume V. Leiden: E.J. Brill, 1986. ISBN 90-04-07819-3. Brak numerów stron w książce
- Oliver Leaman: Krótkie wprowadzenie do filozofii islamu. (przeł.) Michał Lipszyc. Warszawa: Fundacja Aletheia, 2004. ISBN 83-89372-12-6. Brak numerów stron w książce
- Toby Mayer: Theology and Sufism. W: Tim Winter (ed.): The Cambridge Companion to Classical Islamic Theology. Cambridge: Cambridge University Press, 2008. ISBN 978-0-521-78549-5. Brak numerów stron w książce
- James W. Morris: Ibn ʾArabi’s „Esotericism”. W: Ian Richard Netton (ed.): Islamic Philosophy and Theology. Volume IV. Eclecticism, Illumination and Reform. New York: Routledge, 2007. ISBN 0-415-34397-6. Brak numerów stron w książce
- Steffen Stelzer. Decisive Meetings: Ibn Rushd, Ibn ʾArabi, and the Matter of Knowledge. „Alif: Journal of Comparative Poetics”. 1996. 16. ISSN 1110-8673. (ang.).brak numeru strony